# Frank Gates
Ben Frank "Needle" Gates (Huntsville, Texas, 12 de abril de 1920-26 de julio de 1978) fue un jugador de baloncesto estadounidense que disputó una temporada en la NBA, además de jugar en la NBL, la NPBL y la PBLA. Con 1,83 metros de estatura, jugaba en la posición de base.

## Trayectoria deportiva

### Universidad
Jugó durante su cuatro temporadas, entre 1938 y 1941, con los Bearkats de la Universidad Estatal Sam Houston, siendo titular en todas ellas, consiguiendo el subcampeonato de la Lone Star Conference en sus tres últimos años.

### Profesional
Tras cumplir con el servicio militar, en 1946 fichó por los Fort Wayne Pistons de la NBL, desde donde sería traspasado a los Anderson Duffey Packers, con los que acabó la temporada promediando 7,3 puntos por partido.
Fichó entonces por los Houston Mavericks de la efímera PBLA, pero el equipo únicamente disputó dos partidos en su corta existencia, en los que promedió 7,0 puntos. Regresó entonces a los Packers, donde jugaría tres temporadas más en tres ligas diferentes: la primera en la NBL, en la que promedió 5,9 puntos por partido y en la que lograría su único título de campeón de liga, la siguiente en la NBA, en la que consiguió 4,5 puntos y 1,4 asistencias por encuentro, y la tercera y última de su carrera en la NPBL, en la que sus estadísticas bajaron hasta los 3,4 puntos por partido.

## Estadísticas de su carrera en la NBA

### Temporada regular
| Temporada | Edad | Equipo           | Liga | Pos. | P  | TIT | MIN | TC  | TCA | %TC  | 3P | 3PA | %3P | TL  | TLA | %TL  | R.OF. | R.DEF. | REB | ASIS | ROB | TAP | PER | FP  | PTS |
| 1949-50   | 29   | Anderson Packers | NBA  |      | 64 |     |     | 1.8 | 6.3 | .281 |    |     |     | 1.0 | 1.5 | .622 |       |        |     | 1.4  |     |     |     | 2.3 | 4.5 |
| Total     |      |                  | NBA  |      | 64 |     |     | 1.8 | 6.3 | .281 |    |     |     | 1.0 | 1.5 | .622 |       |        |     | 1.4  |     |     |     | 2.3 | 4.5 |

### Playoffs
| Temporada | Edad | Equipo           | Liga | Pos. | P | TIT | MIN | TC  | TCA | %TC  | 3P | 3PA | %3P | TL  | TLA | %TL  | R.OF. | R.DEF. | REB | ASIS | ROB | TAP | PER | FP  | PTS |
| 1949-50   | 29   | Anderson Packers | NBA  |      | 7 |     |     | 1.3 | 5.3 | .243 |    |     |     | 1.0 | 1.4 | .700 |       |        |     | 1.3  |     |     |     | 2.1 | 3.6 |
| Total     |      |                  | NBA  |      | 7 |     |     | 1.3 | 5.3 | .243 |    |     |     | 1.0 | 1.4 | .700 |       |        |     | 1.3  |     |     |     | 2.1 | 3.6 |